# Theano (dichteres)
Theano (Oudgrieks: Θεανώ / Theanô) was een Locrische lyrische dichteres die wordt vermeld in de Suda (s. v.) en bij Eustathius (ad Il II p. 327.10.). Ulrici meent dat ze in de 5e eeuw v.Chr. leefde (Gesch. d. Hellen. Dichtkunst, II, p. 473.).

## Referentie
- https://web.archive.org/web/20141105201327/http://www.ancientlibrary.com/smith-bio/3355.html